# Мурі-бай-Берн
Мурі-бай-Берн (нім. Muri bei Bern) — місто в Швейцарії в кантоні Берн, адміністративний округ Берн-Міттельланд.

## Географія
Місто розташоване на відстані близько 4 км на південний схід від Берна, фактично є його передмістям. Складається з сіл Мурі та Гюмліген. Найвища точка громади — 727 м на горі Дентенберг; найнижча — 508 м біля річки Ааре, на правому березі якої розташований Мурі-бай-Берн.
Мурі-бай-Берн має площу 7,6 км², з яких на 49,9% дозволяється будівництво (житлове та будівництво доріг), 26% використовуються в сільськогосподарських цілях, 21,9% зайнято лісами, 2,2% не є продуктивними (річки, льодовики або гори).

## Історія
Перша згадка про населений пункт Муре датована 1180 роком, 1239 згадується під назвою Ґюмліген або Ґюмлінгін. Разом з тим, археологічні знахідки 1832 року вказують на те, що поселення в тій місцевості було ще за часів Римської імперії.

## Демографія
2019 року в місті мешкало 13 023 особи (+3,2% порівняно з 2010 роком), іноземців було 17,4%. Густота населення становила 1707 осіб/км².
За віковим діапазоном населення розподілялося таким чином: 18,6% — особи молодші 20 років, 54,1% — особи у віці 20—64 років, 27,3% — особи у віці 65 років та старші. Було 5876 помешкань (у середньому 2,1 особи в помешканні).
Із загальної кількості 9871 працюючого 30 було зайнятих в первинному секторі, 1676 — в обробній промисловості, 8165 — в галузі послуг.
Чисельність населення Мурі-бай-Берна змінювалась таким чином:

## Пам'ятки
- Замок Мурі
- замок Гюмліген
- заміський маєток Гофгут
- заміська садиба Вілла-Меттлен
- церква Мурі
- міст через Ааре 1836 року
- природоохоронна територія вздовж річки Ааре
- поромна переправа

## Галерея

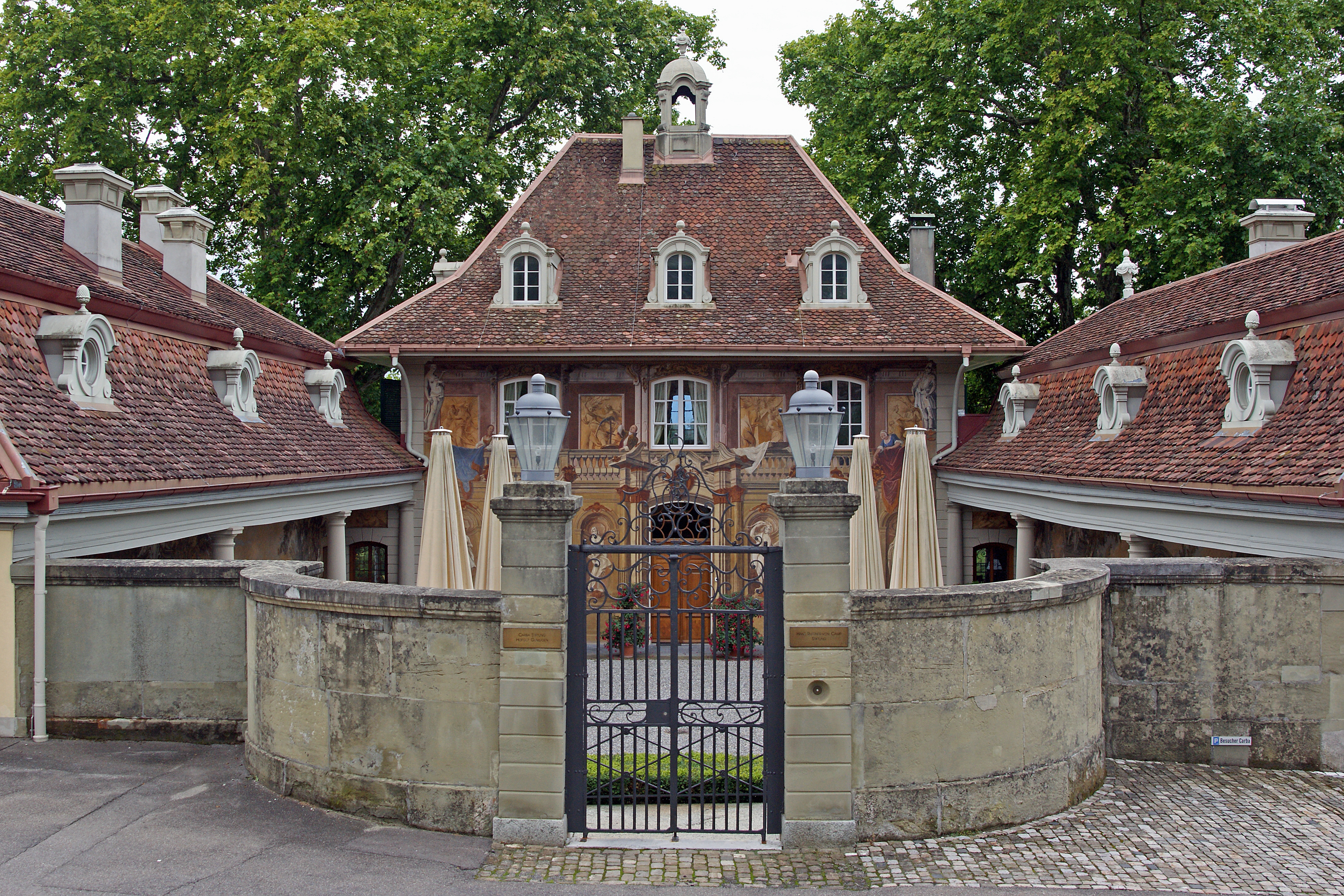
Гофгут
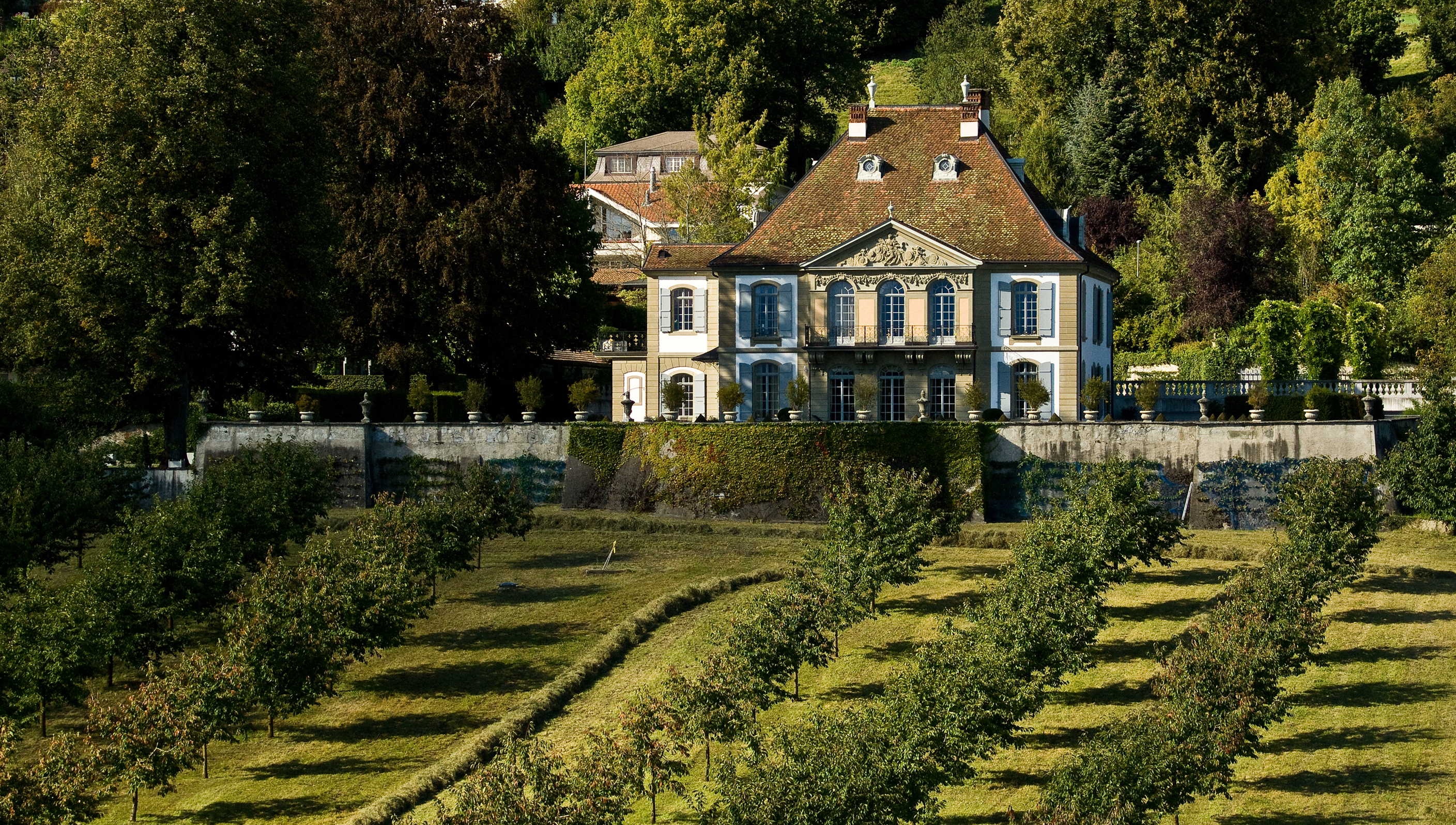
Замок Гюмліген
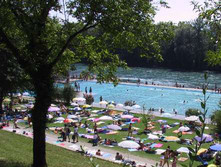
Пляж Ааребад